# Garthorpe (Leicestershire)
Pour les articles homonymes, voir Garthorpe.
Garthorpe est une paroisse civile et un village du Leicestershire, en Angleterre.